# Ꚋ
Ne doit pas être confondu avec la lettre cyrillique dje ‹ Ђ ђ ›.
Ꚋ (minuscule : ꚋ), appelé té crochet médian, est une lettre additionnelle de l’alphabet cyrillique qui était utilisée en abkhaze dans l’alphabet de 55 lettres de 1909 d’Andreï Tchotchoua (ru) et en tchouvache dans l’alphabet de Ivan Yakovlev (en) de 1873 à 1938. Elle a aussi été utilisée en ossète en 1844 ou en oudmourte en 1882.
Il s’agit d’un té ‹ Т › diacritée d’un crochet médian. En abkhaze, elle est aujourd’hui remplacée par le té cramponné ‹ Ҭ ›.

## Utilisations
Andreas Sjögren utilise le ꚋ dans l’alphabet cyrillique ossète dans sa grammaire publiée en 1844, lettre qu’il construit sur le modèle d’une nouvelle lettre cyrillique dérivée du ha ‹ 𐌷 › de l’alphabet gothique.

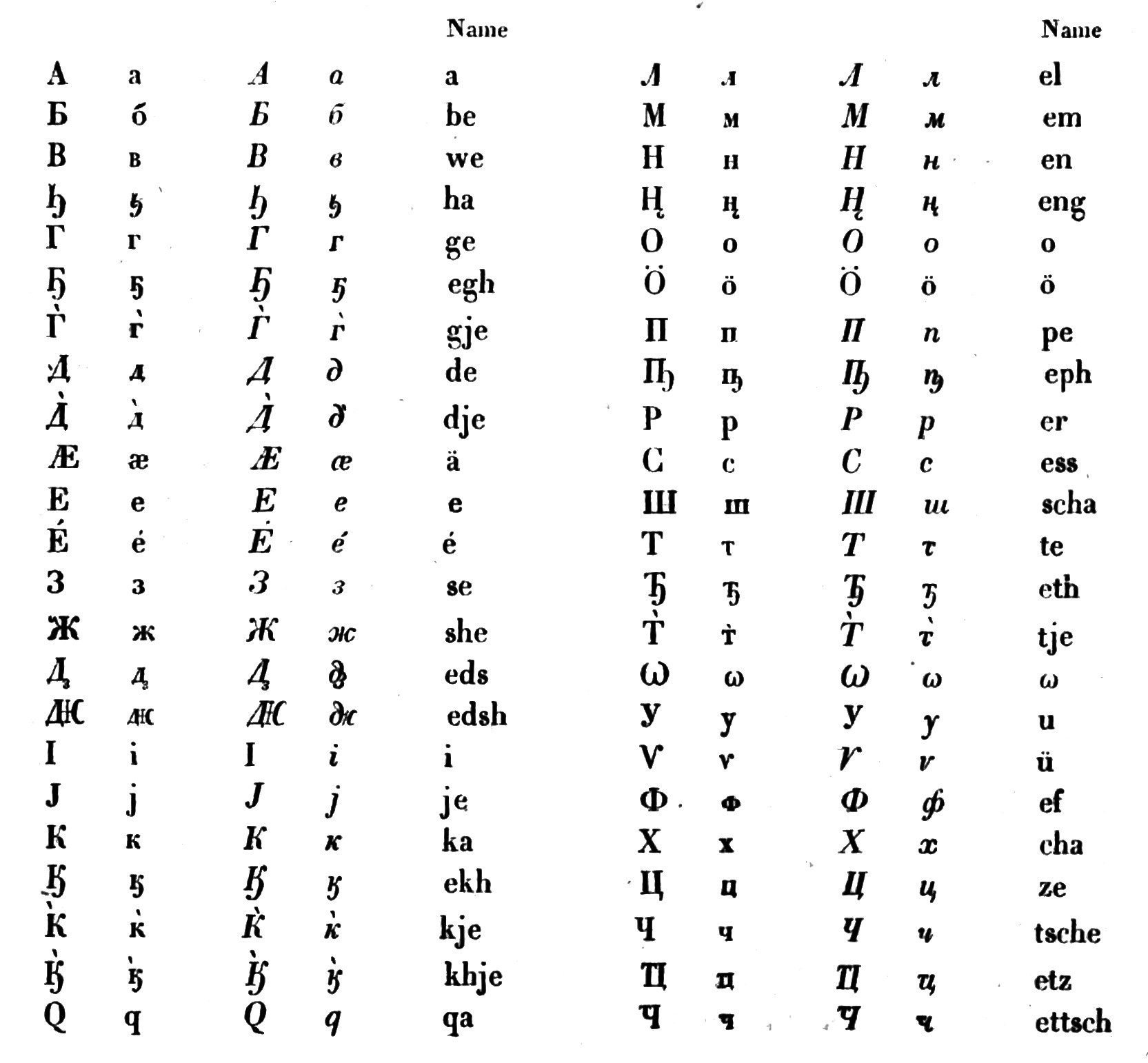
Alphabet ossète de Sjögren 1844.
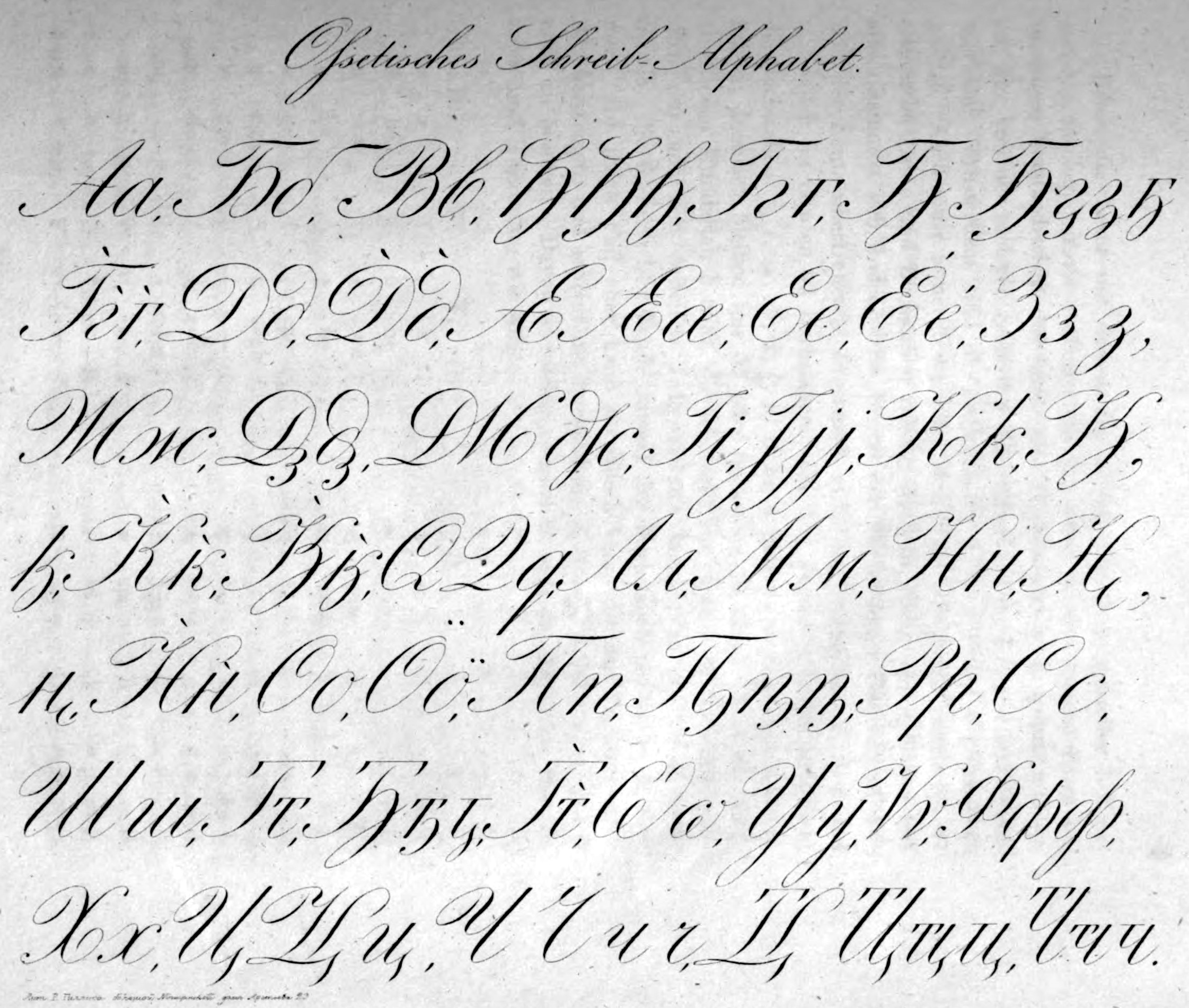
Alphabet ossète de Sjögren 1844 en écriture cursive.

Le té crochet médian est utilisé en tchouvache dans l’alphabet d’Ivan Yakovlev (en) et Belilin de 1872, dans l’alphabet de Yakovlev de 1873, ainsi que dans les révisions de l’alphabet de 1933, de 1938 et 1949.

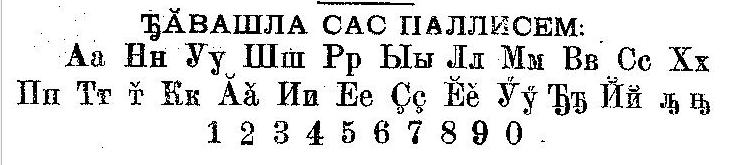
Alphabet tchouvache de 1873.

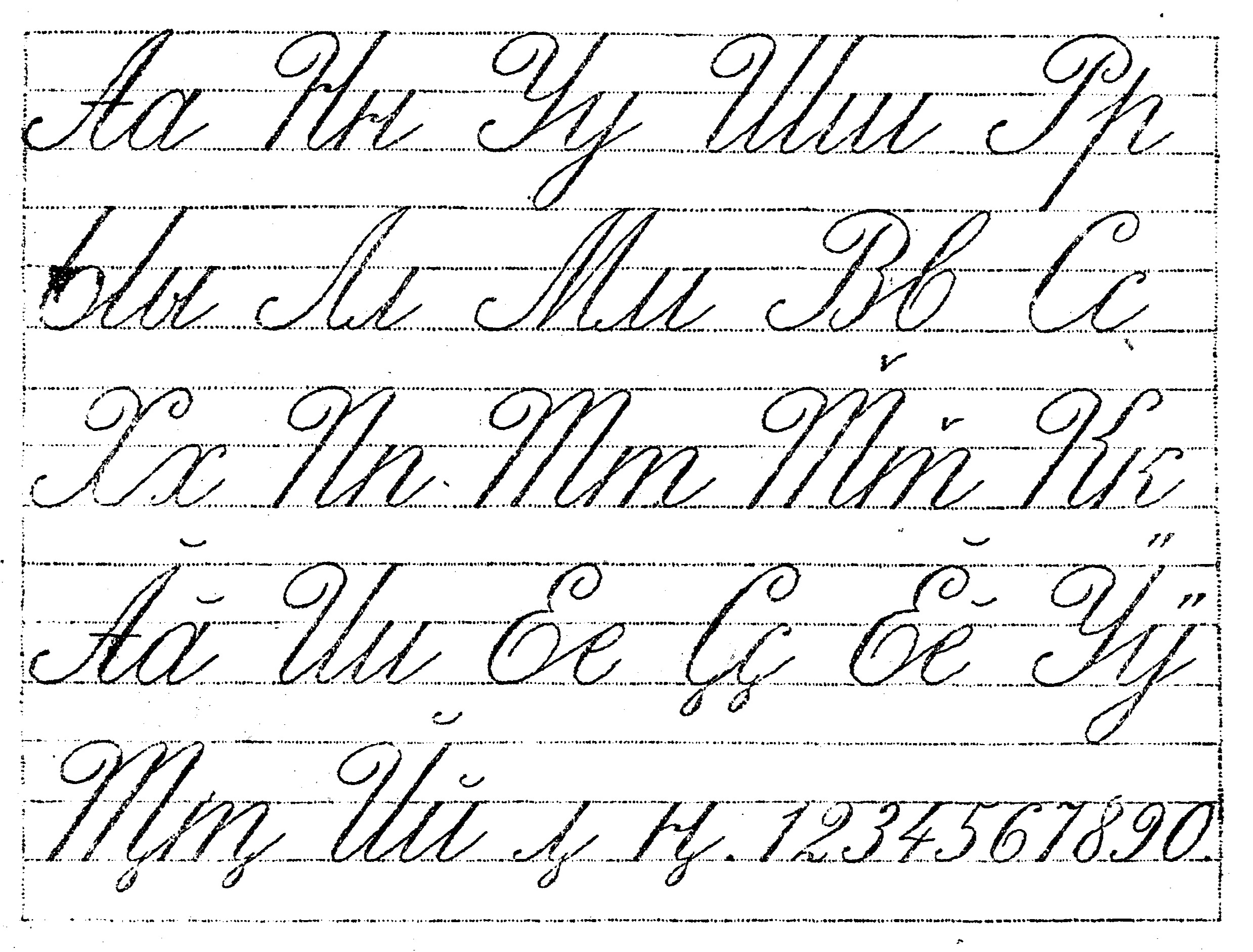
Alphabet tchouvache de 1873 en écriture cursive.

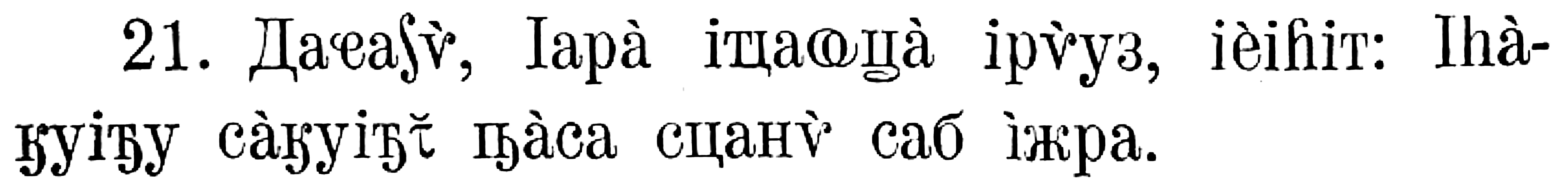
Matthieu 8:21 dans les Évangiles en abkhaze publiés en 1912.

Le ꚋ est une lettre de l’alphabet oudmourte utilisé dans l’abécédaire Букварь : для вотяцкихъ дѣтей сарапульскаго уѣзда publié à Kazan en 1882.

## Représentations informatiques
| formes    | représentations | chaînes de caractères | points de code | descriptions                                  |
| --------- | --------------- | --------------------- | -------------- | --------------------------------------------- |
| capitale  | Ꚋ               | Ꚋ                     | U+A68A         | lettre majuscule cyrillique té crochet médian |
| minuscule | ꚋ               | ꚋ                     | U+A68B         | lettre minuscule cyrillique té crochet médian |